# دايدو
دايدو فلورين كلود دي بونويال أرمسترونغ (بالإنجليزية: Dido Florian Cloud de Bounevialle Armstrong)‏ (مواليد 25 ديسمبر 1971 في لندن، إنكلترا) مشهورة باسم دايدو "Dido".
مغنية ومؤلفة أغاني حائزة على جوائز، وبيع مايزيد عن 20 مليون نسخة من ألبوميها الأولين.

## السيرة الذاتية
ولدت باسم فلورين كلود دي بونويال أرمسترونغ في مستشفى سانت ماري منطقة كينغستون في غرب لندن ليلة الكريسماس عام 1971.
والدتها كلير شاعره فرنسية، ووالدها وليام أومالي أرمسترونغ ناشر آيرلندي والمدير العام السابق لدار نشر سيدغويك أند جاكسون Sidgwick & Jackson.
لديها أخ أكبر رولاند كونستنتين وهو منتج اسطوانات معروف باسم رولو أرمسترونغ.
اسم دايدو اختاره لها ذويها مستوحيا من ملكة قرطاج دايدو أو عليسة، وتقول دايدو أن الاسم قد سبب لها إرباكا في صغرها كونه من الأسماء الغير معتاد تداولها. حيث تقول:«...لا أدري كيف خطر ببال أمي أن تطلق علي اسم Dido! في أيام المدرسة كان الكل يسخر مني، لكني الآن لا أجده سيئا إلى هذه الدرجة...»
تلقت دايدو تعليمها الأساسي في ثلاث مدارس في مدينة لندن، بعد سرقتها لمسجل موسيقي من المدرسة في سن الخامسة، أدخلها والديها في مدرسة غيلدهول للموسيقى والدراما في لندن، إنكلترا.
مع الوقت في التعليم أتقنت دايدو العزف على البيانو وآلة Recorder وهي أحد أنواع الفلوت، إضافة للكمان.
لاحقا درست دايدو القانون في بركبك، جامعة لندن. وأثناء عملها كوكيلة لبيع الكتب لم تقم بإنهاء فصلها الدراسي. وقررت عوضا أن تلزم نفسها بالعمل الموسيقي بشكل تام. كان أول انخراط لها في العمل الموسيقي العام 1995 مع شقيقها من خلال فرقة Faithless في ألبوم Reverence الذي بيع منه خمسة ملايين نسخة.
بعيد إطلاقها لألبوم «نو أنجل» في 1999، انفصلت دايدو عن خطيبها المحامي بوب بايج بعد علاقة استمرت سبع سنوات.
بعد إتقانها العزف على آلة الغيتار، أظهرت مواهبها للجمهور خلال جولة ألبوم لايف فور رنت في 2004.

## ألبومات
- 1999 No Angel
- 2003 Life for Rent
- 2008 Safe Trip Home

## جوائز
- 2001 فازت بجائزة إم تي في فيديو الموسيقية كأفضل أداء.
- 2002 فازت بجائزة ان آر جى الموسيقية كأفضل مغنية جديدة.
- 2002 فازت بجائزة بريت كأفضل مغنية بريطانية.
- 2002 حازت جائزة بريت كأفضل ألبوم بريطاني "No Angel"
- 2003 حازت جائزة آيفور نوفيلو كأفضل مؤلفة أغنية لكتابتها أغنية "White Flag".
- 2004 حازت جائزة برت كأفضل مغنية بريطانية.
- 2004 حازت جائزة ان آر جى الموسيقية كأفضل مغنية عالمية.
- 2004 جائزة أفضل ألبوم موسيقي Life for Rent.
- 2004 حازت على جائزة «الجمعية الأمريكية للملحنين، المؤلفين والناشرين في المملكة المتحدة» ASCAP UK.